# 大江玄圃
大江 玄圃（おおえ げんぽ、享保14年（1729年）5月 - 寛政6年2月25日（1794年3月26日））は、江戸時代後期の儒学者・漢詩人。
名は資衡。字は穉圭。通称は久川靱負。号は玄圃、時習堂。京都三条油小路東入町に住んだ。
石田梅岩に師事し、京都の龍草廬に漢詩文を、岡田白駒に古文を、長崎で劉図南に華音を、京都の安子貫に琴を学んだ。